# Le Baptême de Calino
Pour plus de détails, voir Fiche technique et Distribution.
Le Baptême de Calino est un court-métrage français comique, muet, réalisé par Jean Durand et sorti en 1911.

## Synopsis
Le jour du baptême du petit Calino, en attendant la cérémonie, les invités se retrouvent à discuter dans un café. Et pendant que l'on écoute la dernière histoire, le petit Calino s'enfuit de la salle et part à vélo. Panique chez les parents, poursuite dans les rues, chutes chez les commerçants…

## Fiche technique
Source IMDb
- Réalisation : Jean Durand
- Production : Gaumont
- Edition : CCL
- Pays de production : France
- Durée : 3 minutes et 40 secondes (version en DVD)
- Métrage : 95 mètres
- Genre : comédie
- Format : noir et blanc - 35 mm - 1,33:1 - muet - procédé cinématographique : sphérique
- Date de création : 17 décembre 1910[2]
- Dates de sortie : 
  - France : 17 février 1911[3]

## Distribution
- Gaston Modot[1] : (peut être un invité à vélo non identifié)
- Clément Mégé[1] : ? Calino sur cette bande n'est qu'un enfant
- Lucien Bataille : L'invité qui raconte des histoires
- Ernest Bourbon : L'invité avec la raie au milieu
- Berthe Dagmar : Une invitée
- Jacques Beauvais : L'invité à petite moustache qui culbute à vélo
- Max Bonnet
- Lonys

- (?) : La mère du petit Calino
- (?) : Calino le jeune enfant
- (?) : Le sonneur de cloches
- (?) : Le commerçant
- (?) : L'adjoint du commerçant
- (?) : Le garçon du café